# Zach Rowden
Zachary „Zach“ Rowden (* 1992) ein US-amerikanischer Improvisationsmusiker (Kontrabass, Komposition).

## Leben und Wirken
Rowden wuchs in Setauket, N.Y., auf und zog mit seiner Familie dann nach Richmond, Virginia. Auf Wunsch seiner Mutter musste er ein Instrument lernen und spielte Kontrabass im Orchester. Daneben hörte er Punkrock und Hardcore. Er wollte zunächst am Shanandoah Conservatory Musiktherapie studieren, erhielt dort aber letztlich 2014 den Bachelor of Music in Kontrabassspiel, um 2016 mit einem Master an der University of Hartford abzuschließen.
Rowdens Arbeit konzentriert sich auf die Bereiche Drone, repetitive Strukturen und Noise. Zu seinen Kooperationspartnern und Projekten gehören Tongue Depressor (mit Henry Birdsey), Hyperion Ensemble unter der Leitung von Iancu Dumitrescu, Red Yellow Blue Green Black, Leila Bordreuil, Aki Onda, Arien Wilkerson, The Ghost (mit Michael Foster, Derek Baron), Charmaine Lee, Robert Black, Chris Cretella, Matt Sargent, Wendy Eisenberg, Kyle Motl, Tyshawn Sorey (Pillars, 2018) und Paul Flaherty. In den letzten Jahren tourte er mehrfach in den USA und Europa.
Ab 2015 legte Rowden eine Reihe von Produktionen vor, meist im Eigenverlag, teilweise auf Audiokassette oder CD-Rom. Zu hören ist er auch auf Alben von Tyshawn Sorey (Pillars) und Anthony Braxton (10 Comp (Lorraine) 2022).

## Diskographische Hinweise
- Zach Rowden, Jarrett Gilgore, Ian McColm: First Lapse (Raw Tonk, 2019)
- Kyle Motl / Zach Rowden: Gristle (2020)
- Paul Flaherty & Zach Rowden: As Far As Death (Family Vineyard, 2022)
- Mette Rasmussen / Paul Flaherty / Zach Rowden / Chris Corsano: Crying in Space (Relative Pitch Records, 2023)
- Zach Rowden, Dan Michiu: They Hover But Don’t Touch (Beach Buddies Records, 2023)
- No Middle Without the Beginning (Torn Light Records, 2023)